# 芸娼妓解放令
人身売買ヲ禁シ諸奉公人年限ヲ定メ芸娼妓ヲ開放シ之ニ付テノ貸借訴訟ハ取上ケスノ件（じんしんばいばいをきんじしょほうこうにんねんげんをさだめげいしょうぎをかいほうしこれについてのたいしゃくそしょうはとりあげずのけん、明治5年10月2日太政官布告第295号）は、明治政府が1872年（明治5年）11月2日（旧暦10月2日）に発した遊女の人身売買の規制などを目的とした太政官布告。通称芸娼妓解放令（げいしょうぎかいほうれい）、娼妓解放令。人身売買禁止令、牛馬きりほどき令とも呼ばれる。

## 概説
1872年（明治5年）、マリア・ルス号事件（マリア・ルーズ号事件）が発生。人権問題の解消を促す流れの中で、芸娼妓解放令が出された。
同令、および、同年10月9日（11月9日）の「前借金無効の司法省達」（明治5年司法省達第22号）より、前借金で縛られた年季奉公人である遊女たちは妓楼から解放された。ただし、両令は売春そのものを禁止しておらず、また、元遊女たちの次の就職先が用意されてあったわけではないため、私娼になったり、貸座敷として届けた妓楼で自由意思に基いて個人的に契約をして遊女に戻ったりすることに障害は無かった。
強制的な年季奉公の廃止など、公娼制度を大規模に制限する法令であったが、準備期間が全くないまま唐突に発せられた点は否めず、解放された女性の転職、収入面の補償などのケアは個々の地方に任される状態であった。このため、法令としてはあまり機能せず、女性がおかれた状態はあまり変わらなかったという。
芸娼妓解放令は直接的に機能したとは言い難い状態であったが、同令がきっかけとなり、貧農の娘の身売りを防ぐために、女性に対して教育や軽工業に対応する技能習得の場が設けられた地方もある。これらの中には、明治時代中期以降に女性労働力に着目した工場制手工業の基盤を形成したものも多い。
民法施行法第9条により廃止された。